# Игуменцева, Таисия Юрьевна
Таи́сия Ю́рьевна Игу́менцева (родилась 10 января 1989, Москва) — российский кинорежиссёр, сценарист и монтажёр. На Каннском кинофестивале 2012 года в конкурсе студенческих работ Cinéfondation получила первое место за фильм «Дорога на».

## Биография
Родилась 10 января 1989 года в Москве.
Окончила православную про-гимназию «Пересвет» и Московскую Педагогическую Гимназию № 1505. Изучала немецкий язык на курсах при Институте имени Гёте при консульстве ФРГ в России. Параллельно получила музыкальное образование по классу фортепиано.
В 2006 году поступила во ВГИК в документальную мастерскую Алексея Учителя.
Её первая работа — документальный однокадровый фильм «Факт», снятый на первом курсе, получил признание в мастерской и сразу был оценён на «отлично». На фестивале «MSFF» он был отмечен особым призом.

## Личная жизнь
Была замужем за актёром Сергеем Аброскиным. В разводе с 2019 года.

## Фильмография

### Режиссёр
- 2012 — «Дорога на»
- 2013 — «Отдать концы»
- 2016 — «30 свиданий»
- 2017 — «Детки напрокат» (в титрах указана как Татьяна Капитан)
- 2020 — «Королева»
- 2021 — «Самое безопасное место»

### Сценарист
- 2012 — «Дорога на»
- 2016 — «30 свиданий»
- 2021 — «Самое безопасное место»

### Монтажёр
- 2012 — «Дорога на»

## Награды
- 2012 — Первый приз в программе студенческих картин «Синефондасьон» на Каннском кинофестивале (фильм «Дорога на»).
- 2012 — фестиваль «Кинотавр», конкурс «Короткий метр»: Диплом лауреата фестиваля «За авторскую смелость и нонконформизм» и Специальный приз «Future Shorts» (фильм «Дорога на»)[4].
- 2012 — Гран-при Международного фестиваля киношкол для молодых режиссёров (фильм «Дорога на»)[5][6]